# Мокшино
Мо кшино (рос. Мокшино, чув. Мокшин) — присілок у складі Чебоксарського району Чувашії, Росія. Входить до складу Сарабакасинське сільського поселення.
Населення — 49 осіб (2010; 47 у 2002).
Національний склад:
- чуваші — 98 %